# Nelson Mandelabuurt
De Nelson Mandelabuurt is een buurt in de Haarlemse wijk Transvaalwijk in stadsdeel Haarlem-Noord. De buurt is vernoemd naar het in deze buurt gelegen Nelson Mandelapark, dat op zijn beurt is vernoemd naar de oud president van Zuid-Afrika; Nelson Mandela.